# Schwarz zu blau
Schwarz zu blau ist ein Lied des deutschen Reggae- und Hip-Hop-Musikers Peter Fox. Das Stück ist die vierte und letzte Singleauskopplung aus seinem Debütalbum Stadtaffe sowie Siegertitel des Bundesvision Song Contest 2009.

## Entstehung und Artwork
Geschrieben wurde das Lied von Pierre Baigorry (Peter Fox), David Conen und Vincent Graf von Schlippenbach. Produziert wurde die Single von Peter Fox und den Krauts. Die Abmischung erfolgte durch Olsen Olic und das Mastering durch Sascha Bühren. Die Single wurde unter dem Musiklabel Downbeat veröffentlicht. Auf dem schwarz-weiß gehaltenen Cover der Maxi-Single ist – neben Künstlernamen und Liedtitel – ein großer Affenkopf auf einem kleinen menschlichen Körper zu sehen. Die Artworkarbeiten des Coverbildes stammen von Benjamin Kakrow.

## Veröffentlichung und Promotion
Die Single-Erstveröffentlichung von Schwarz zu blau erfolgte am 6. Februar 2009 in Deutschland, Österreich und der Schweiz. Neben Schwarz zu blau enthält die Maxi-Single noch das Lied Lok auf 2 Beinen (Beathoavenz Remix) als B-Seite.

## Inhalt
Der Liedtext zu Schwarz zu blau ist in deutscher Sprache verfasst. Die Musik wurde von Vincent Graf von Schlippenbach, der Text wurde von Pierre Baigorry und David Conen verfasst. Musikalisch bewegt sich das Lied im Bereich des Raps und der Popmusik.

„Guten Morgen Berlin, du kannst so hässlich sein,

so dreckig und grau.

Du kannst so schön schrecklich sein,

deine Nächte fressen mich auf.

Es wird für mich wohl das Beste sein,

ich geh nach Hause und schlaf mich aus.

Und während ich durch die Straßen laufe,

wird langsam schwarz zu blau.“

## Musikvideo
Das Musikvideo zu Schwarz zu blau wurde nachts in Berlin gedreht, darin ist ein Mensch mit Affenmaske zu sehen, der sich durch Berlin bewegt. Immer wieder sind im Hintergrund an Wandfassaden oder Fahrzeugen Animationen zu sehen, in denen unter anderem auch Peter Fox vorkommt. Die Gesamtlänge des Videos beträgt 3:31 Minuten. Regie führte Daniel Harder; produziert wurde es von SchuhWerkMedia.

## Bundesvision Song Contest 2009
Peter Fox gewann den Bundesvision Song Contest 2009 für Berlin mit 43 Punkten Vorsprung vor der für Sachsen antretenden Band Polarkreis 18 mit dem Lied The Colour of Snow (131 Punkte). Während der Punktevergabe aller 16 Bundesländer setzte sich Peter Fox schon relativ früh mit klarem Abstand vor seinen Mitkonkurrenten ab. Neben seiner Heimat Berlin bekam er ebenfalls aus Brandenburg, Niedersachsen, Nordrhein-Westfalen, Rheinland-Pfalz, Sachsen-Anhalt und Schleswig-Holstein die volle Punktzahl. Dies war die fünfte Austragung des Bundesvision Song Contests.
Für Berlin war dies der zweite Sieg in der Bundesvision Song Contest Geschichte. Für Peter Fox ist es nach dem Sieg mit Seeed 2006 der erste Sieg des Contests als Solo-Künstler.
Jeder Künstler dreht zu Promotionzwecken einen Wahlwerbespot für die Teilnahme am BuViSoco. In diesem ist Peter Fox zusammen mit Cold Steel zu sehen, die als Affen verkleidet zusammen auf einer Wahlkampf-Kampagne auf einem Berliner Weihnachtsmarkt sind.
Aktuelle Rekorde:
- Niedrigste Höchstpunktzahl: 10 (Zusammen mit Xavas (Schau nicht mehr zurück 2012) und Revolverheld (Lass uns gehen 2014))

Eingestellte Rekorde
- Anzahl der meisten 12-Punkte-Vergaben: 7, abgelöst durch Revolverheld mit Lass uns gehen im Jahr 2014 (10)
- Höchste Punktzahl, die im Wettbewerb erreicht wurde: 174, abgelöst durch Revolverheld mit Lass uns gehen im Jahr 2014 (180)
- Höchster Abstand zwischen dem Erst- und Zweitplatzierten: 43, abgelöst durch Revolverheld mit Lass uns gehen im Jahr 2014 (56)
- Erfolgreichster Beitrag in den deutschen Singlecharts nach Platzierung: Platz 3, abgelöst durch Xavas mit Schau nicht mehr zurück im Jahr 2012 (Platz 2)

Punktevergabe
|    |    |    |    |    |    |    |    |    |    |    |    |    |    |    |    | Gesamt |
| -- | -- | -- | -- | -- | -- | -- | -- | -- | -- | -- | -- | -- | -- | -- | -- | ------ |
| 10 | 10 | 10 | 12 | 12 | 10 | 12 | 10 | 12 | 12 | 10 | 12 | 10 | 10 | 10 | 12 | 174    |

## Mitwirkende
| Liedproduktion - Pierre Baigorry (Peter Fox): Gesang, Liedtexter, Musikproduzent, Rap - Sascha Bühren: Mastering - David Conen: Liedtexter - The Krauts: Musikproduzent - Olsen Olic: Abmischung - Vincent Graf von Schlippenbach: Komponist Artwork - Benjamin Kakrow: Artwork (Cover) Unternehmen - Downbeat: Musiklabel - SchuhWerkMedia: Filmproduzent (Musikvideo) | Musikvideo - Markus Beck: Erste Filmaufnahmeleitung - Christofer Durth: Beleuchter - Benjamin Fendius: Lichtassistent - Daniel Harder: Regisseur - Roland Knitter: Oberbeleuchter - Alexander Knoblauch: 1. Kameraassistent - Felix Leiberg: Kameramann - Jörg Mertink: Kamerabühne - Yannick Przybyla: Filmproduktionsleitung - Stefanie Sändig: Innenrequisiteurin - Der TC: Setaufnahmeleiter - Martin Carolus Zillmann: 1. Regieassistent - Jan TC Zimpel: Setaufnahmeleiter |

## Rezensionen
Harald Martenstein und Lorenz Maroldt nennen das Lied in ihrem Buch Berlin in hundert Kapiteln, von denen leider nur dreizehn fertig wurden (2020) „die beste Berlinhymne des frühen 21. Jahrhunderts.“

## Kommerzieller Erfolg

### Chartplatzierungen
Schwarz zu blau erreichte in Deutschland Position drei der Singlecharts und konnte sich insgesamt vier Wochen in den Top 10 und 26 Wochen in den Charts halten. In Österreich erreichte die Single in 14 Chartwochen Position 17 und in der Schweiz in fünf Chartwochen Position 36 der Singlecharts.
Für Fox ist es nach Alles neu und Haus am See die dritte Single innerhalb eines halben Jahres, die sich gleichzeitig in allen drei D-A-CH-Staaten platzieren konnte. In Deutschland ist es innerhalb eines halben Jahres der dritte Top-10-Erfolg in Folge. Obwohl es das Lied nicht auf Platz eins schaffte, war es trotzdem für einen Zeitraum von einer Woche das erfolgreichste deutschsprachige Lied in den deutschen Singlecharts.
Für Graf von Schlippenbach als Autor ist dies bereits der neunte Charterfolg in Deutschland, sowie der achte in Österreich und der sechste in der Schweiz. Es ist sein vierter Top-10-Erfolg in Deutschland. Für Graf von Schlippenbach als Produzent ist dies bereits der sechste Charterfolg in Deutschland und Österreich, sowie der fünfte in der Schweiz. Es ist sein vierter Top-10-Erfolg in Deutschland.
| ChartsChartplatzierungen | Höchstplatzierung | Wochen |
| ------------------------ | ----------------- | ------ |
| Deutschland (GfK)        | 3 (26 Wo.)        | 26     |
| Österreich (Ö3)          | 17 (14 Wo.)       | 14     |
| Schweiz (IFPI)           | 36 (5 Wo.)        | 5      |

### Auszeichnungen für Musikverkäufe
2022 wurde Schwarz zu blau in Deutschland mit einer dreifachen Gold-Schallplatte für über 450.000 verkaufte Einheiten ausgezeichnet und ist somit einer der meistverkauften Rapsongs in Deutschland.
| Land/Region        | Auszeichnungen für Musikverkäufe (Land/Region, Auszeichnung, Verkäufe) | Verkäufe |
| ------------------ | ---------------------------------------------------------------------- | -------- |
| Deutschland (BVMI) | 3× Gold                                                                | 450.000  |
| Insgesamt          | 1× Gold · 1× Platin ·                                                  | 450.000  |